# Modrolas
Modrolas (niem. Mandelatz) – osada w Polsce położona w województwie zachodniopomorskim, w powiecie białogardzim, w gminie Tychowo. W latach 1975–1998 osada należała do województwa koszalińskiego. Według danych UM, na dzień 31 grudnia 2014 roku osada miała 74 stałych mieszkańców. Osada jest siedzibą sołectwa w skład którego wchodzi osada Skarszewice.

## Położenie
Osada leży ok. 5 km na płd-wsch. od Dobrowa, ok. 3 km na północ od drogi wojewódzkiej nr 169, na prawym brzegu Leszczynki.

## Historia
Była własność rodziny von Kleist (Kleszczów), sprzedana w roku 1719 rodzinie von Versen. Po krótkim czasie ponownie odkupiona przez von Kleist. Właściciele w późniejszym czasie zmieniali się i w roku 1867 miejscowość ponownie nabywa rodzina von Versen. W tym samym roku liczba mieszkańców wynosi 112. W roku 1939 liczba mieszkańców wynosiła 136. Ostatnim właścicielem przed rokiem 1945 była rodzina Haeger.

## Zabytki

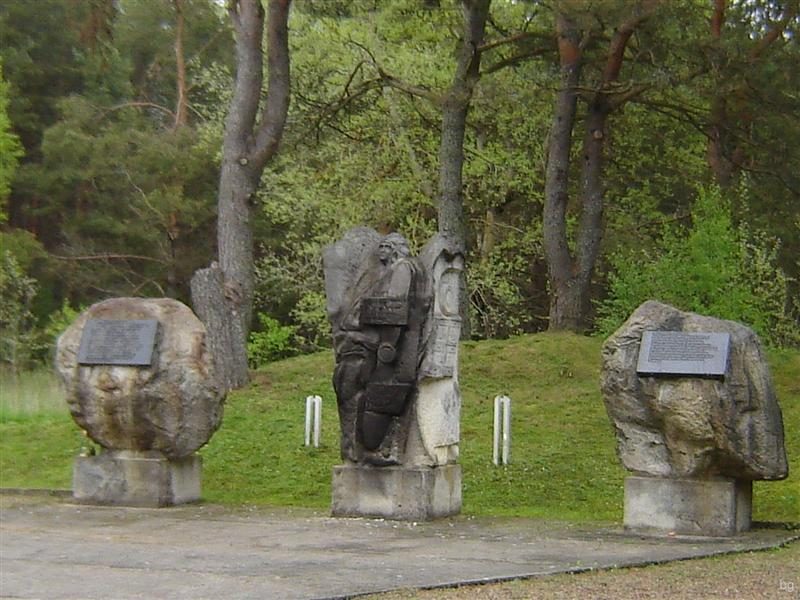
Pomnik na terenie byłego obozu.

- Stalag Luft IV, obóz jeniecki zestrzelonych lotników alianckich założony w 1944 r. przez Niemców[5]

- - pomnik zbudowany z trzech głazów narzutowych. Środkowy z nich przedstawia twarz lotnika na tle śmigła samolotowego, poniżej napis Obóz jeńców wojennych lotników alianckich 1944-1945, na głazach bocznych tablice z opisem w językach – angielskim i polskim; znajduje się na terenie dawnego obozu
- Izba Pamięci, w której gromadzone są dokumenty i pamiątki po lotnikach, znajduje się w pobliskim Tychowie.